# Колекція з палацу Ґуґун
39°54′56″ пн. ш. 116°23′27″ сх. д. / 39.91555556° пн. ш. 116.39083333° сх. д.
Колекція з палацу Ґуґун (кит.: 故宫 Gù-gōng, тобто Колишній палац) — загальна назва витворів китайського мистецтва і старожитностей на основі колишніх імператорських колекцій, що зберігалися у Забороненому місті (Пекін).

## Місцевість

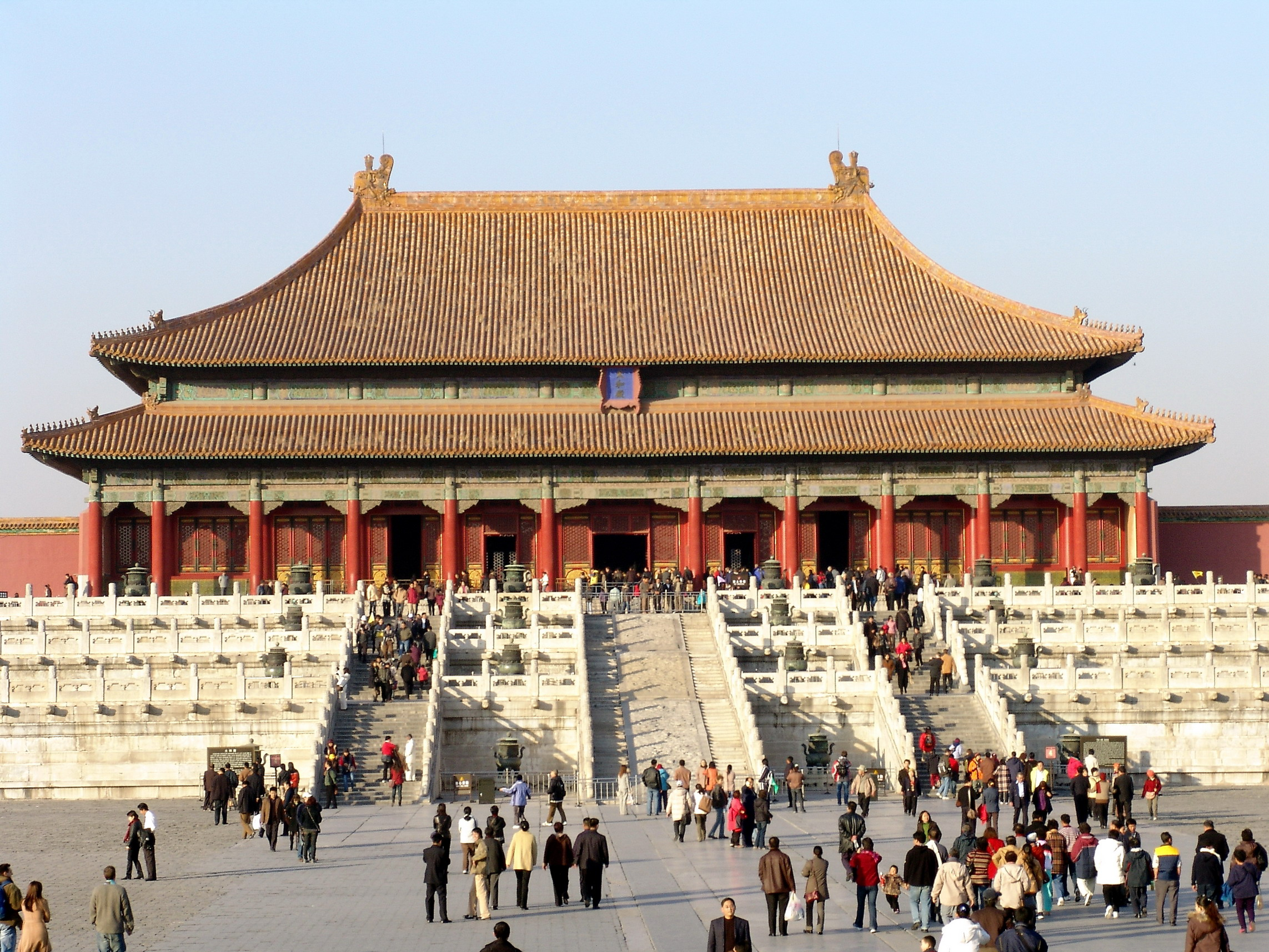
Зала найвищої гармонії

Палацовий музей розмістився в Забороненому місті, резиденції китайських імператорів династій Мін і Цін, а саме Заборонене місто розташоване в центрі Пекіна. Упродовж майже п'яти століть воно слугувало домівкою імператорові та його родині, а також було церемоніальним і політичним центром Китаю.
Побудований у 1406-1420 комплекс Забороненого міста має 980 вцілілих будівель, які складаються з 8 707 "бухт" кімнат. Комплекс займає площу 720 000 м². У 1987 Юнеско занесла Заборонене місто до списку Світової спадщини, а також до списку найбільших у світі зібрань збережених стародавніх дерев'яних будівель.

## Заснування музею
У 1912 генерал Фен Юйсан скасував імператорську посаду в Пекіні. Відповідно до угоди з урядом нової республіки Китай останньому імператорові Пуї дозволили залишитись у Внутрішньому дворі, тоді як Зовнішній двір Віддали в громадське використання. Палаци Забороненого міста були окрім житлових помешкань ще й коморами для зберігання меблів, коштовностей, витворів мистецтва і лаків. На їх базі у 1914 році був створений перший музей, попередник теперішнього музею Ґуґун. Музей розташували в Залі Військової слави (латиною Wuying Dian), де показували невелику кількість речей.
Пуї вигнали з Внутрішнього двору після державного перевороту 1924 року. 10 жовтня 1925, в день Свята подвійних десяток, засновано музей Ґуґун. У 1925 році проведено інвентаризацію, що нарахувала близько 1 170 000 витворів мистецтва (від порцеляни до меблів), які стали державним (народним) надбанням. На додачу до цього, імператорські бібліотеки містили безліч рідкісних книг та історичних документів, включаючи урядові документи династій Мін і Цін. Ця збірка і стала первісною колекцією музею Ґуґун.

### Розділення збірки
У 1933 під час японської навали більшу частину колекцій евакуюапли на південь країни (в Ґуанчжоу та Сичуань). Після поразки Японії у війні розпочали повернення музейних збірок в Пекін. Але частину колекцій захопив гоміньданський уряд Чан Кайші і наказав вивезти на острів Тайвань, що як територія належав Китаю. Так музейна збірка була розділена і менша її частина стала базою для музею мистецтв в столиці острова — місті Тайбей (Національний палац-музей (Тайбей)).

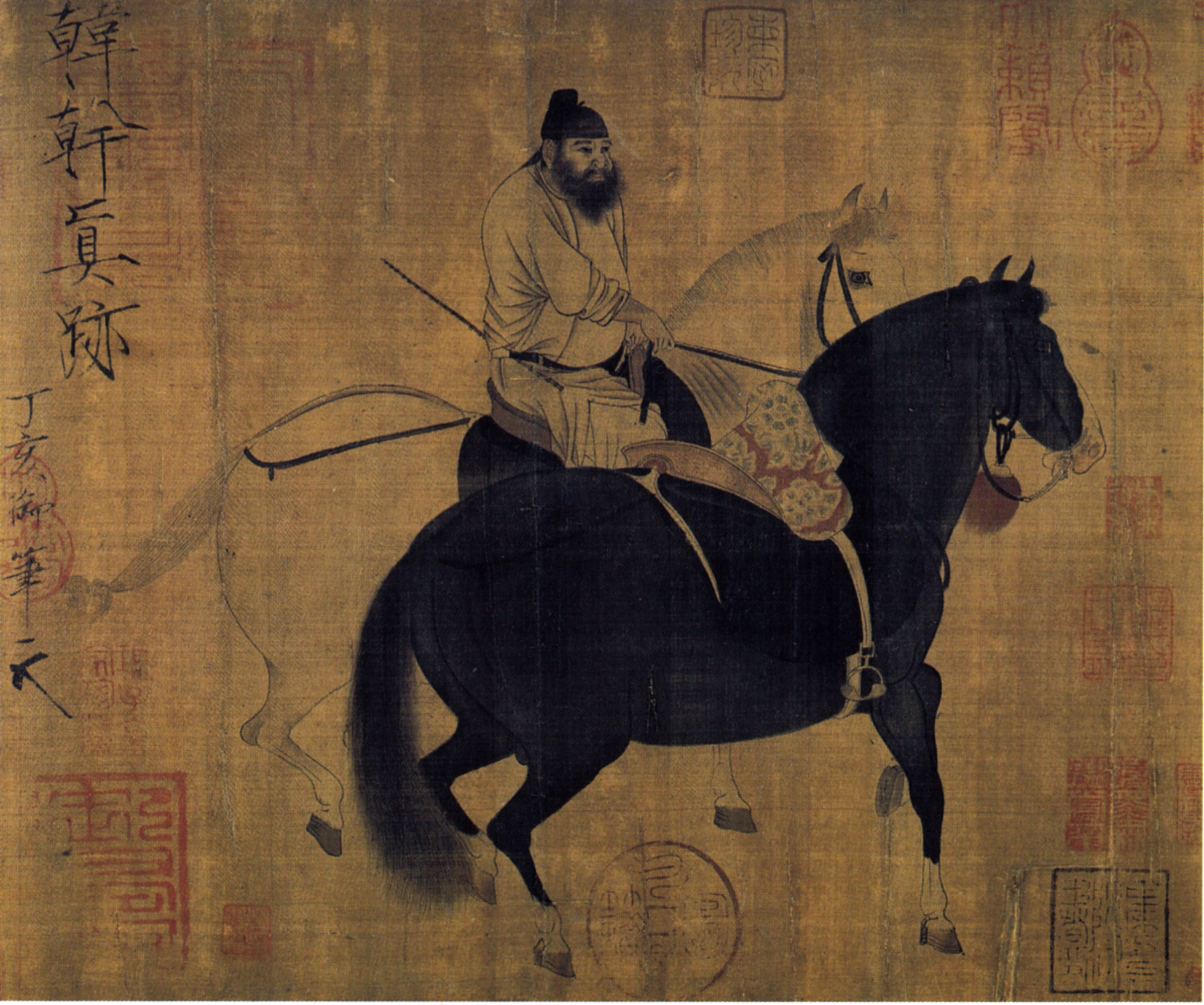
Худ. Хань Гань, вершник, 18 ст.,Тайбей.
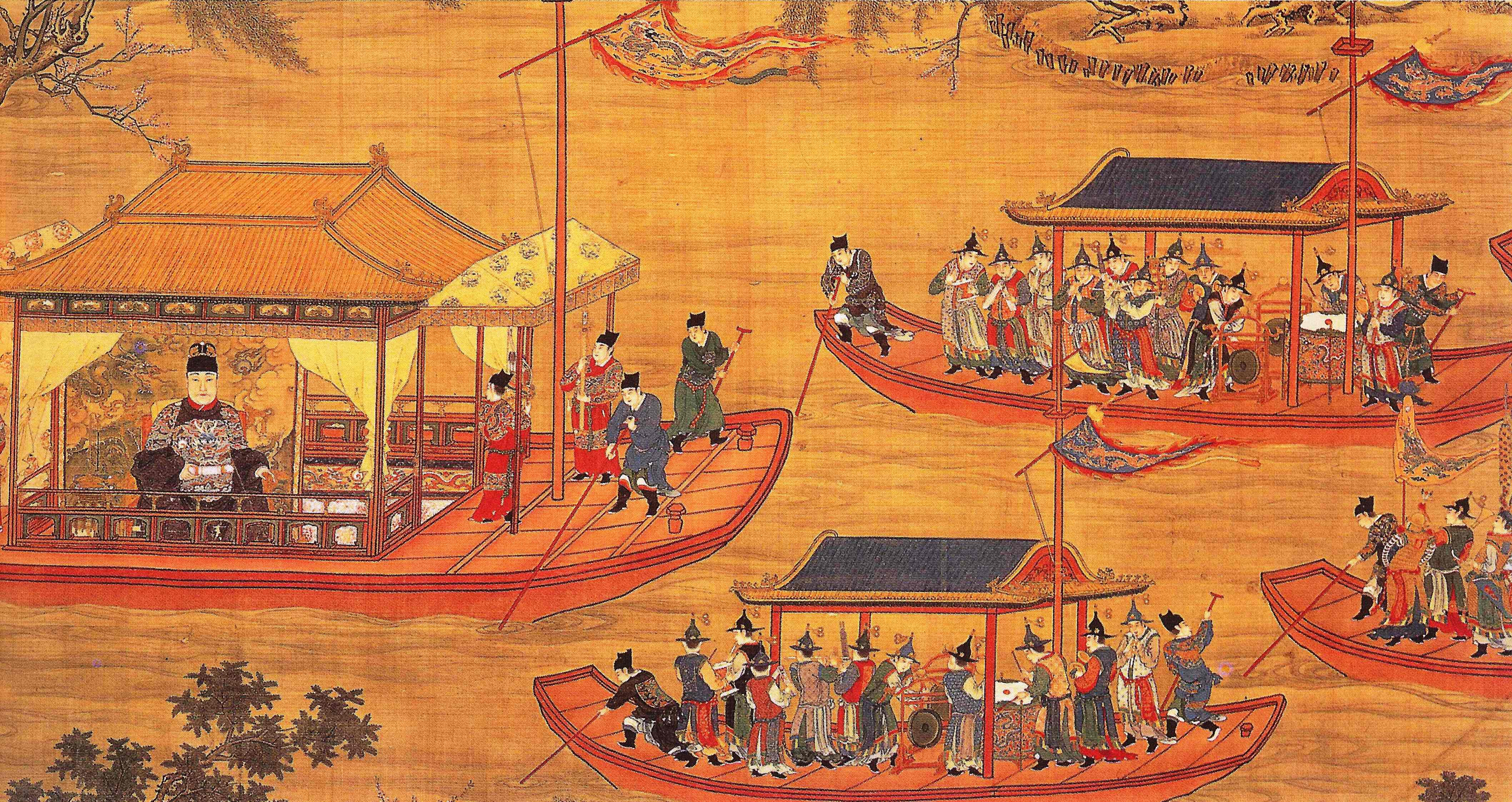
Проглянка імператора на човні, 1538, Тайбей.
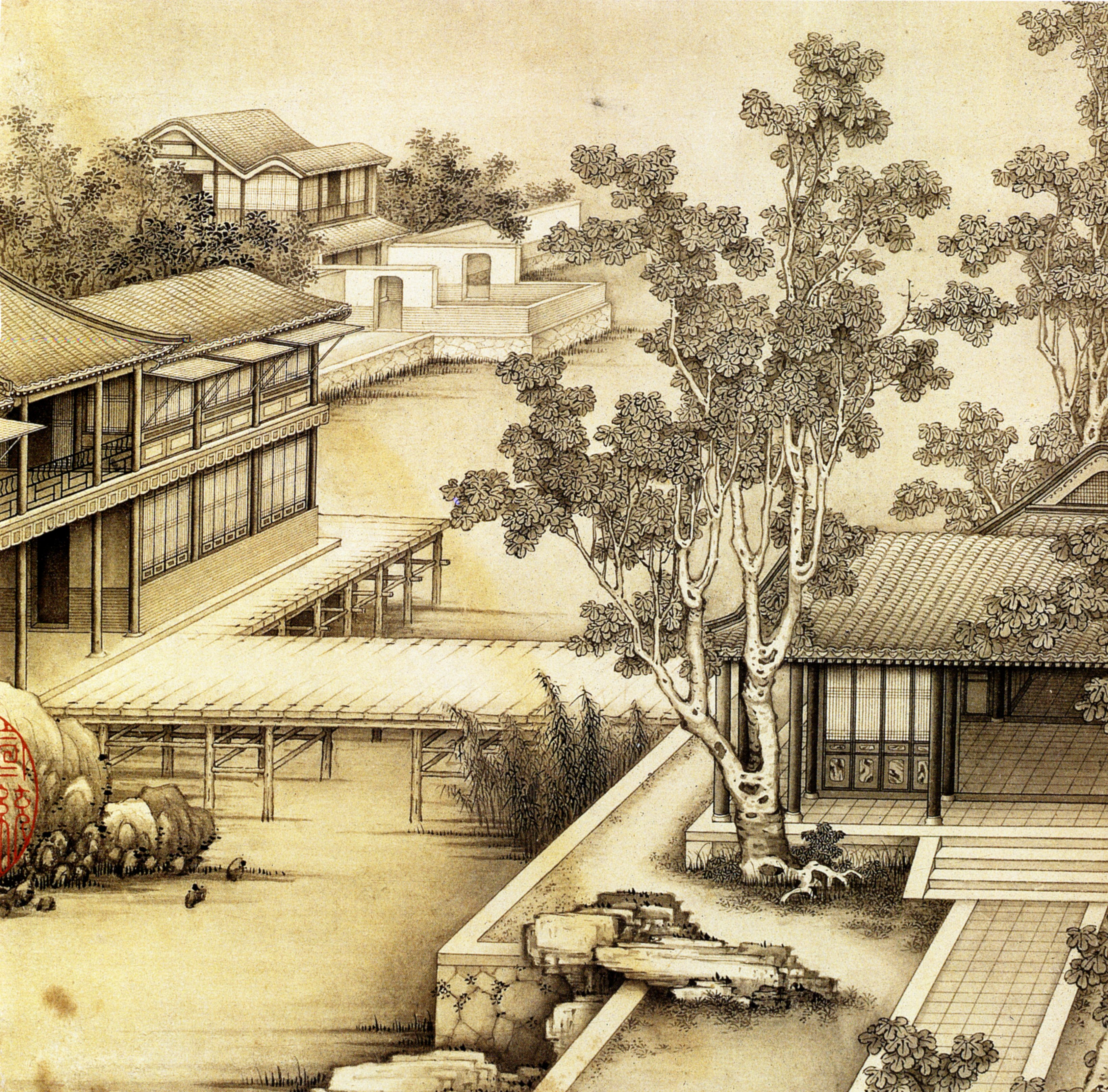
Джао Бинджен,пейзаж, кінець 17 ст., Тайбей.
Імператор Zhuangzong, Тайбей

## Збірка в Пекіні
Облаштування музею супроводжувалося поповненням колекцій. Сюди передали витвори мистецтва з різних музейних закладів країни і приватних збірок. Нині музей показує
- порцеляну (від археологічних знахідок до 20 ст.)
- витвори з різного лаку, збагаченого живописом чи різьбленням (в тому числі трони китайських імператорів, келихи, скриньки, труни, лакове взуття, деталі зброї, посуд, ширми)
- традиційний китайський живопис- монохромний (чорною тушшю) і багатоколірний (сувої, папір, шовк)
- меблі

### Лаки Китаю
Досить специфічним різновидом мистецтва Китаю є лак, лакові вироби.
Лак отримують завдяки надрізам стовбурів дерева Rhus verniciflua. Сік збирають улітку. На тверду основу з пап'є-маше, бамбука чи деревини наносять декілька шарів лаку і дають висохнути у вологому сховищі. Поверхню прикрашають живописом на основі того ж лаку, іноді з додатками пилу золота, срібла або різьблення, інкрустації іншими матеріалами. Лак привабив майстрів Китаю довготривалістю, твердою поверхнею, нездатністю до пошкоджень від температурних коливань чи агресивних чинників середовища, стійкістю до бактеріальних пошкоджень і здатністю до різних технік обробки.
Але техніка трудомістка, довга за терміном, вимагала розподілу етапів на декількох майстрів і поточного виробництва. Вона стала можливою в Китаї завдяки наполегливості майстрів і незначному цінуванню часу як такого. Так, один лаковий келих для вина з датою 4 рік н. е. виробила бригада з семи майстрів.
Своє поширення мав лаковий посуд, що досить швидко став конкурувати з посудом, виробленим з бронзи. Лаковий посуд став предметом престижу для аристократів, до того ж він витримував гарячі страви, що подавали на стіл, без ушкоджень. Винахід порцеляни значно потіснив використання лаків, але техніка дожила до 20 століття.
Вироби з лаку були еквівалентом сучасних нагород й імператори Китаю дарували їх на відзнаку за значні послуги.

### Кераміка
Палацовий музей зберігає близько 340 000 предметів з кераміки і порцеляни. Як і у випадку з іншими матеріалами, зібрання включає імператорські колекції династій Тан і Сун, а також твори замовлені Палацом і самим імператором. Таким чином тут представлена найкраща порцелянова продукція в Китаї; інші великі колекції розміщені в Національному палаці-музеї в Тайбеї та в Нандзінському музеї.
Колекція кераміки дозволяє прослідкувати історію цього ремесла в Китаї за останні більш як 8000 років і є одним з найбільших  подібних зібрань у світі.

### Живопис

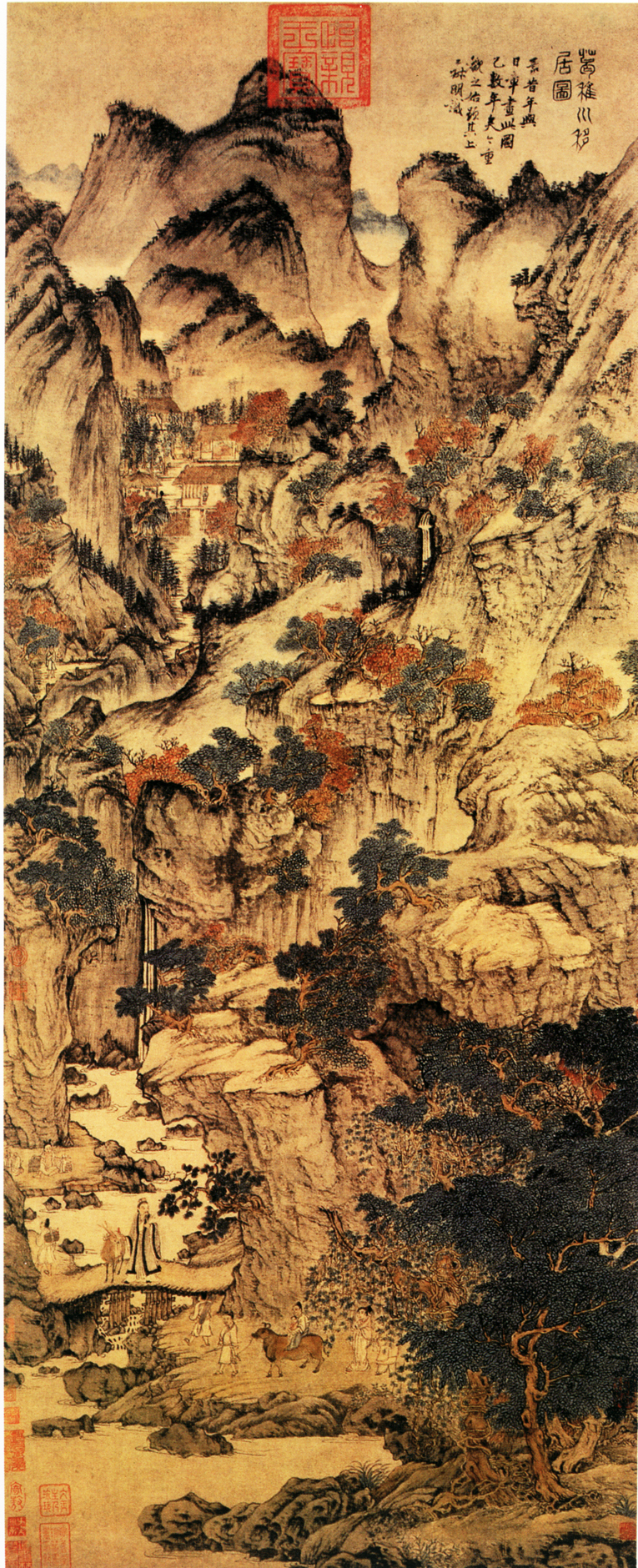
Ge Zhichuan Relocating роботи Ван Мена, 14 століття

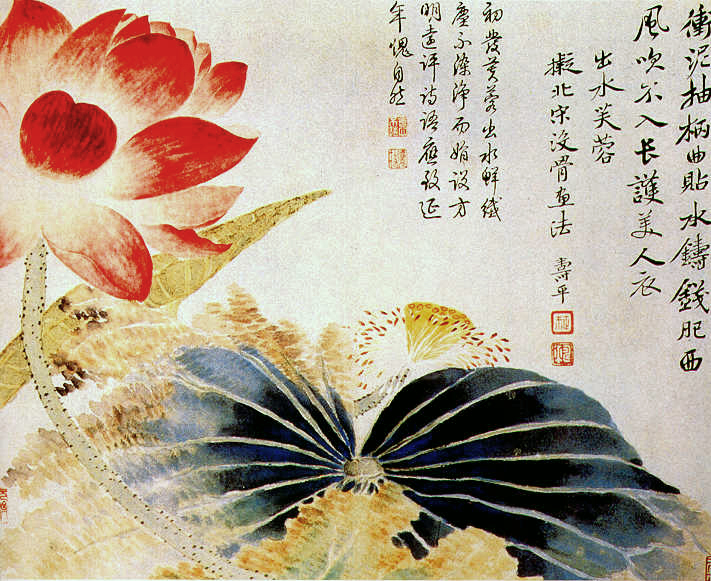
Квітка лотоса пробивається крізь поверхню роботи Юнь Шоупіна, 17 століття

У Палацовому музеї зберігається близько 50 000 картин. Із них понад 400 датовані до Династії Юань (1271–1368). Ця колекція найбільша серед подібних в Китаї і вона містить деякі з найрідших і найцінніших картин у китайській історії.
Основу зібрання становлять зібрання колекції династій Мін і Цін. Багатству колекції сприяла особиста зацікавленість імператорів, таких як Цянлун. Деякі цінні предмети втрачено після зречення Пуї від престолу в 1912 році. 1948 року деякі найкращі артефакти потрапили на Тайвань. Відтоді колекцію поступово поповнювали шляхом пожертв, закупівель і надходжень з інших музеїв.

### Предмети з бронзи
Бронза посідає важливе місце в культурі Китаю. Найбільш ранні бронзові предмети в колекції Палацового музею датовані початком династії Шан. Із близько 10 000 наявних предметів, приблизно 1600 мають надписи і датовані періодом до династії Цінь (до 221 р. до н.е.). Значну частину колекції становлять церемоніальні бронзові предмети з імператорського двору, включаючи набір музичних інструментів, на яких грали імператорські оркестри.

### Хронометри
Палацовий музей має одну з найбільших колекцій механічних хронометрів 18 і 19 століття у світі, загалом понад 1000 експонатів. У колекції хронометри як китайського, так і закордонного виробництва. Китайські були вироблені у власних палацових майстернях, у Гуанчжоу і Сучжоу. Іноземні хронометри прибули з Великої Британії (найбільша частина), Франції, Швейцарії, США і Японії.
Серед експонатів можна відзначити годинник з механізмом, який може написати мініатюрним письмовим пензлем двовірш вишуканим китайським почерком.

### Нефрит
Жад посідає унікальне місце в  культурі Китаю. Музей має близько 30 000  артефактів з цього матеріалу, основу яких становить імператорська колекція. Доюанська частина містить кілька предметів, відомих з історичного погляду, а також артефакти знайдені під час пізніших археологічних розкопок. Найдавніші експонати припадають на період неоліту. Серед експонатів періоду династій Мін і Цін є як предмети палацового вжитку, так і данина з імперії та з-за кордону.

### Палацові артефакти
На додачу до творів мистецтва, значна частина колекції музею складається з предметів імператорського двора. Серед них повсякденне начиння родини імператора та двора, а також різні бюрократичні, важливі для діяльності урядової адміністрації..